# Balabanovo
Balabanovo (Bulgaars: Балабаново) is een dorp in het zuiden van Bulgarije. Het dorp is gelegen in de gemeente Momtsjilgrad in de oblast  Kardzjali. Het dorp ligt hemelsbreed ongeveer 8 km ten zuidoosten van Kardzjali en 210 km ten zuidoosten van Sofia. 

## Bevolking
Op 31 december 2020 telde het dorp volgens de officiële cijfers van het Nationaal Statistisch Instituut van Bulgarije 186 inwoners. Het aantal inwoners vertoonde jaren een dalende trend: in 1965 woonden er nog 443 mensen in het dorp. Vooral in de periode  1985-1989 verlieten veel inwoners het dorp (op de vlucht naar Turkije), als gevolg van de bulgariseringscampagnes van het communistisch regime, waarbij het Bulgaarse Turken verboden werd om hun moedertaal te spreken en hun religie vrij uit te oefenen.
|  |

De bevolking van het dorp bestond in 2011 grotendeels uit etnische Turken en Bulgaren. In 2011 reageerden 100 van de 110 inwoners op de optionele volkstelling. Van deze 100 ondervraagden identificeerden er 77 zichzelf als etnische Turken en 20 als etnische Bulgaren. Van 3 ondervraagden is de etniciteit onbekend of niet nader gespecificeerd.
| Etnische samenstelling van de respondenten (2011) | Etnische samenstelling van de respondenten (2011) | Etnische samenstelling van de respondenten (2011) | Etnische samenstelling van de respondenten (2011) | Etnische samenstelling van de respondenten (2011) |
| ------------------------------------------------- | ------------------------------------------------- | ------------------------------------------------- | ------------------------------------------------- | ------------------------------------------------- |
|                                                   |                                                   |                                                   |                                                   |                                                   |
| Bulgaren                                          | Bulgaren                                          |                                                   | 20,0%                                             | 20,0%                                             |
| Turken                                            | Turken                                            |                                                   | 77,0%                                             | 77,0%                                             |
| Roma                                              | Roma                                              |                                                   | 0,0%                                              | 0,0%                                              |
| Anders/Onbekend                                   | Anders/Onbekend                                   |                                                   | 3,0%                                              | 3,0%                                              |